# Senneby

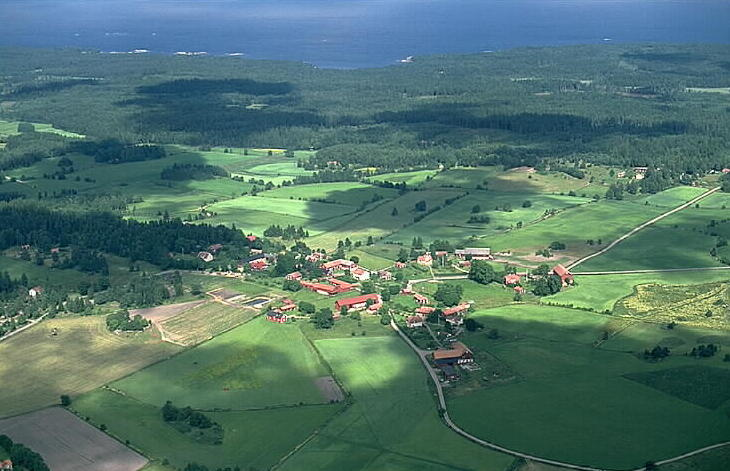
Senneby

Senneby är en by på Väddö i Upplands skärgård. Den är en by i med en kringelkrokig väg som går genom byn. Ursprungligen bestod Senneby av sju gårdar. Idag finns en mängd bostadshus och uthuslängor på ömse sidor om byvägen. Gamla vårdträd kantar vägen och ger byn en ålderdomlig prägel. Gravfälten som kan knytas till Senneby ligger öster om byn vid Sand (Raä 40) och Bystaden (Raä 38), i det senare fallet kan bebyggelsen som namnet antyder ha legat där. Längs vägen som för mot nordväst mot Kasberget utanför bykärnan ligger ett antal mindre hus, bland annat ett båtsmanstorp.
Runt byn utbreder sig åker- och betesmarken i ett flackt bälte. Ytterst ligger skogsmarken som sträcker sig österut. I denna del finns även en del branta bergspartier. Från Kasberget (50 meter över havet) nordväst om byn har man en vidsträckt utsikt, vid klart väder ser man till Åland. På detta berg stod förr en vårdkase. Senneby har en lång historia och man kan finna gravar från yngre järnåldern, speciellt många gravar kring Kista som är en by som vuxit samman med Senneby. Här kan man finna Kista hembygdsgård som är en väl bevarad gård som lyckades undgå att bli nerbränd av ryssarna 1719. Legenden säger att folket i Kista dukade upp ett bord med mat och starksprit och flydde upp i Mossberget. Ryssarna åt upp maten och skonade gården. Här firas nu midsommar varje år.
Sennebysjön ligger mellan bystaden och bykärnan. Den blev byggd 2004 av Hilariusgården när Väddö golfklubb behövde jord till utbyggnad av golfbanan med nio nya hål. Sennebysjön har fyra öar och är cirka 2 meter djup. Det är ett rikt fiskliv i sjön.